# Liga Francesa de Basquetebol
A LNB Pro A (nome complet: Ligue Nationale de Basket Pro A; português: Liga Nacional de Basquetebol Pro A) é a competição de basquetebol de primeiro nível na França. A competição é disputada desde 1921 e desde 1987 A Ligue Nationale de Basket (LNB) organiza a liga. A duas equipes pior classificada são rebaixadas para o segundo nível, a LNB Pro B.

## Formato
Todos as 16 equipes participantes da liga jogam entre si em turno e returno durante o que é conhecida como Temporada Regular. No término desta os 8 melhores classificados passam a disputar os playoffs.
Durante a temporada 1985–86, a liga foi decidida em jogo único. Desde então este formato de decisão passou por diversas alterações com o passar dos anos:
- 1987–1992:Série melhor de 3 jogos
- 1993: Série melhor de 5 jogos
- 1994: Série melhor de 3 jogos
- 1995–1996: Série melhor de 5 jogosBest-of-5
- 1997–2004: Série melhor de 3 jogos
- 2005–2012: Jogo único (no Palais Omnisports de Paris-Bercy em Paris)
- 2013–present: Série melhor de 5 jogos

## Equipes Participantes 2025-26
A equipe do La Rochelle foi rebaixada após apenas uma temporada na Élite e jogará novamente na Élite 2 à partir desta temporada e em seu lugar o Boulazac marca seu retorno após quatro temporadas no segundo escalão ao conquistar o título da LNB Pro B 2024-25. Outro fato relevante é que o Le Portel conquistou o direito de permanência na primeira divisão após disputar com as melhores da segunda divisão os playoffs de ascensão,  e vencer ao derrotar na final o Gries-Souffel
|         | Equipe               | Localização          | Arena                            | Capacidade |
| ------- | -------------------- | -------------------- | -------------------------------- | ---------- |
| Aumento | Boulazac             | Boulazac             | Le Palio                         | 5 200      |
|         | Bourg-en-Bresse      | Bourg-en-Bresse      | Ekinox                           | 3 548      |
|         | Chalon/Saône         | Chalon-sur-Saône     | Le Colisée                       | 4 000      |
|         | Cholet Basket        | Cholet               | La Meilleraie                    | 5 191      |
|         | Dijon                | Dijon                | Palácio de Esportes de Dijon     | 4 147      |
|         | Gravelines-Dunkerque | Gravelines           | Sportica                         | 3 043      |
|         | Le Mans              | Le Mans              | Antarès                          | 6 025      |
|         | Le Portel            | Le Portel            | Le Chaudron                      | 3 500      |
|         | Limoges              | Limoges              | Beaublanc                        | 5 516      |
|         | Lyon-Villeurbanne    | Villeurbanne         | Astroballe                       | 5 556      |
|         | Monaco               | Fontvieille (Mónaco) | Salle Gaston Médecin             | 5 000      |
|         | Nancy                | Nancy                | Palais des Sports Jean Weille    | 6 027      |
|         | Nanterre             | Nanterre             | Palácio de Esportes de Nanterre  | 3 000      |
|         | Paris                | Paris                | Adidas Arena                     | 8 000      |
|         | Paris                | Paris                | Adidas Arena                     | 8 000      |
|         | Saint-Quentin        | Saint-Quentin        | Palácio de Esportes Pierre Ratte | 4 000      |
|         | Strasbourg           | Estrasburgo          | Rhénus Sport                     | 6 166      |

Fonte: lnb.fr/elite/equipes
Legenda:
- Campeão da Élite 2024-25[28]
- Campeão da Leaders Cup 2025[29]
- Campeão da Copa da França de 2025[30]
- Equipes promovidas da LNB Pro B[31]

## Denominação da Liga
- 1920–21 a 1948–49  Excellence
- 1949-50 a 1962-63  Nationale
- 1963-64 a 1964-65  Première Division
- 1965-66 a 1986-87  Nationale 1
- 1987-88 a 1991-92  Nationale 1A
- 1992 a 1993  Nationale A1
- 1993-94 -2017  Pro A
- 2018-presente Élite

## Detentores de Títulos

### Performance por clube
| Clube                                            | Títulos | Anos campeões |
| ------------------------------------------------ | ------- | --- |
| ASVEL                                            | 20      | 1949-50, 1950–51, 1951–52, 1954–55, 1955–56, 1956–57, 1963–64, 1965–66, 1967–68, 1968–69, 1970–71, 1971–72, 1974–75, 1976–77, 1980–81, 2001–02, 2008–09, 2015-16, 2018-19, 2020-21 |
| Limoges                                          | 11      | 1982-83, 1983-84, 1984-85, 1987-88, 1988-89, 1989-90, 1992-93, 1993-94, 1999-00, 2013-14, 2014-15                                                                                  |
| Pau-Orthez                                       | 9       | 1985-86, 1986-87, 1991-92, 1995-96, 1997-98, 1998-99, 2000-01, 2002-03, 2003-04 |
| Foyer alsacien Mulhouse                          | 7       | 1923-24, 1924-25, 1925-26, 1927-28, 1928-29, 1929-30, 1930-31 |
| Paris Racing Basket (Paris Saint-Germain Racing) | 4       | 1950-51, 1952-53, 1953-54, 1996-97 |
| Le Mans                                          | 5       | 1977-78, 1978-79, 1981-82, 2005-06, 2017-18 |
| Alsace Bagnolet                                  | 3       | 1960-61, 1961-62, 1966-67 |
| Olympique Antibes                                | 3       | 1969-70, 1990-91, 1994-95 |
| Stade Français                                   | 2       | 1920-21, 1926-27 |
| Reims                                            | 2       | 1931-32, 1932-33 |
| Mulhousien                                       | 2       | 1934-35, 1936-37 |
| SCPO                                             | 2       | 1935-36, 1937-38 |
| Métro                                            | 2       | 1938-39, 1941-42 |
| Grenoble                                         | 2       | 1942-43, 1943-44 |
| Étoile de Charleville-Mézières                   | 2       | 1957-58, 1959-60 |
| PUC                                              | 2       | 1946-47, 1962-63 |
| Berck                                            | 2       | 1972-73, 1973-74 |
| Tours                                            | 2       | 1975-76, 1979-80 |
| Chorale Roanne                                   | 2       | 1958-59, 2006-07 |
| Nancy                                            | 2       | 2007-08, 2010-11 |
| Élan Chalon                                      | 2       | 2011-12, 2016-17 |
| AS Monaco                                        | 2       | 2022-23, 2023-24 |
| Paris Basketball                                 | 1       | 2024-25 |
| Lille                                            | 1       | 1921-22 |
| École Normale Arras                              | 1       | 1922-23 |
| Olympique Lillois                                | 1       | 1933-34 |
| Championnet                                      | 1       | 1944-45 |
| Éveil Lyon                                       | 1       | 1945-46 |
| Marseille                                        | 1       | 1947-48 |
| Denain-Voltaire                                  | 1       | 1964-65 |
| Strasbourg                                       | 1       | 2004-05 |
| Cholet                                           | 1       | 2009-10 |
| Nanterre                                         | 1       | 2012-13 |

## Finais em Play-off
| Temporada | Equipe com vantagem                                      | Resultado                                                | Equipe com desvantagem                                   | 1º lugar Temporada Regular | Record |
| --------- | -------------------------------------------------------- | -------------------------------------------------------- | -------------------------------------------------------- | -------------------------- | ------ |
| 1987–88   | Limoges                                                  | 2–0                                                      | Cholet                                                   | Limoges                    | 26–4   |
| 1988–89   | Limoges                                                  | 2–0                                                      | Orthez                                                   | Limoges                    | 28–2   |
| 1989–90   | Limoges                                                  | 2–1                                                      | Olympique Antibes                                        | Limoges                    | 33–1   |
| 1990–91   | Olympique Antibes                                        | 2–1                                                      | Limoges                                                  | Olympique Antibes          | 22–8   |
| 1991–92   | Limoges                                                  | 0–2                                                      | Pau-Orthez                                               | Limoges                    | 27–3   |
| 1992–93   | Limoges                                                  | 3–1                                                      | Pau-Orthez                                               | Limoges                    | 25–1   |
| 1993–94   | Limoges                                                  | 2–0                                                      | Olympique Antibes                                        | Limoges                    | 23–3   |
| 1994–95   | Olympique Antibes                                        | 3–1                                                      | Pau-Orthez                                               | Olympique Antibes          | 21–5   |
| 1995–96   | Pau-Orthez                                               | 3–2                                                      | ASVEL                                                    | Pau-Orthez                 | 27–3   |
| 1996–97   | ASVEL                                                    | 0–2                                                      | Paris Saint-Germain Racing                               | Pau-Orthez                 | 24–6   |
| 1997–98   | Pau-Orthez                                               | 2–0                                                      | Limoges                                                  | ASVEL                      | 24–6   |
| 1998–99   | Pau-Orthez                                               | 2–0                                                      | ASVEL                                                    | Pau-Orthez                 | 27–3   |
| 1999–00   | ASVEL                                                    | 1–2                                                      | Limoges                                                  | ASVEL                      | 24–6   |
| 2000–01   | ASVEL                                                    | 0–2                                                      | Pau-Orthez                                               | ASVEL                      | 24–6   |
| 2001–02   | Pau-Orthez                                               | 0–2                                                      | ASVEL                                                    | Pau-Orthez                 | 24–6   |
| 2002–03   | Pau-Orthez                                               | 2–1                                                      | ASVEL                                                    | Pau-Orthez                 | 27–3   |
| 2003–04   | Pau-Orthez                                               | 2–0                                                      | Gravelines                                               | Le Mans                    | 27–7   |
| 2004–05   | Strasbourg                                               | 1–0 (72-68)                                              | Nancy                                                    | Le Mans                    | 25–9   |
| 2005–06   | Nancy                                                    | 0–1 (88-93)                                              | Le Mans                                                  | Pau-Orthez                 | 26–8   |
| 2006–07   | Nancy                                                    | 0–1 (74-81)                                              | Roanne                                                   | Nancy                      | 25–9   |
| 2007–08   | Nancy                                                    | 1–0 (84-53)                                              | Roanne                                                   | Le Mans                    | 23–7   |
| 2008–09   | ASVEL                                                    | 1–0 (55-41)                                              | Orléans Loiret                                           | ASVEL                      | 22–8   |
| 2009–10   | Cholet                                                   | 1–0 (81-65)                                              | Le Mans                                                  | Cholet                     | 23–7   |
| 2010–11   | Cholet                                                   | 0–1 (74-76)                                              | Nancy                                                    | Cholet                     | 22–8   |
| 2011–12   | Élan Chalon                                              | 1–0 (95-76)                                              | Le Mans                                                  | Gravelines                 | 27–3   |
| 2012–13   | Strasbourg                                               | 1–3                                                      | Nanterre                                                 | Gravelines                 | 21–9   |
| 2013–14   | Strasbourg                                               | 0–3                                                      | Limoges                                                  | Strasbourg                 | 20–10  |
| 2014–15   | Strasbourg                                               | 1–3                                                      | Limoges                                                  | Strasbourg                 | 30–4   |
| 2015–16   | Strasbourg                                               | 2–3                                                      | ASVEL                                                    | Monaco                     | 27–7   |
| 2016-17   | Élan Chalon                                              | 3-2                                                      | Strasbourg                                               | Monaco                     | 30-4   |
| 2017-18   | Le Mans                                                  | 3-2                                                      | Monaco                                                   | Monaco                     | 25-9   |
| 2018-19   | ASVEL                                                    | 3-2                                                      | Monaco                                                   | ASVEL                      | 27-7   |
| 2019-20   | Temporada Cancelada em razão da Pandemia Global COVID 19 | Temporada Cancelada em razão da Pandemia Global COVID 19 | Temporada Cancelada em razão da Pandemia Global COVID 19 | Monaco                     | 21-4   |
| 2020-21   | ASVEL                                                    | 87 - 74                                                  | Dijon                                                    | Dijon                      | 27-7   |
| 2021-22   | ASVEL                                                    | 3 - 2                                                    | Monaco                                                   | ASVEL                      | 26-8   |
| 2022-23   | Monaco                                                   | 3 - 0                                                    | Boulogne-Levallois                                       | Monaco                     | 26-8   |
| 2023-24   | Monaco                                                   | 3 - 1                                                    | Paris Basketball                                         | Monaco                     | 29-5   |
| 2024-25   | Paris Basketball                                         | 3 - 2                                                    | Monaco                                                   | Paris                      | 23-7   |

## Jogadores Notáveis
| - Ron Anderson - Nicolas Batum - Rodrigue Beaubois - Jim Bilba - Yann Bonato - Bruce Bowen - Michael Brooks - Marcus Brown - Don Collins - Richard Dacoury - Nando de Colo - Boris Diaw | - Alain Digbeu - Hervé Dubuisson - Laurent Foirest - Lawrence Funderburke - Ken Gardner - Didier Gadou - Mickaël Gelabale - Ricardo Greer - Udonis Haslem - Keith Jennings - Cyril Julian - Frank Kendrick | - Conrad McRae - Sammy Mejia - Gheorghe Mureșan - Carl Nicks - Stéphane Ostrowski - Tony Parker - Žarko Paspalj - Mickaël Piétrus - Florent Piétrus - Micheal Ray Richardson - J.R. Reid - Antoine Rigaudeau | - Stéphane Risacher - David Rivers - Delaney Rudd - Marc Salyers - Blake Schilb - Laurent Sciarra - Moustapha Sonko - Graylin Warner - Frédéric Weis - Rickie Winslow - Michael Young - John Linehan |